# توليا دي أراغونا
توليا دي أراغونا (1501/ 1505- مارس أو أبريل 1556)، شاعرة ومؤلفة وفيلسوفة إيطالية في القرن السادس عشر. ولدت توليا في روما بين عامي 1501 و1505، وسافرت عبر البندقية وفيرارا وسيينا وفلورنسا قبل عودتها إلى روما. كانت واحدةً من أفضل الكاتبات والشاعرات والفيلسوفات والشخصيات الساحرة في عصرها. أثرت توليا من خلال أعمالها على العديد من أكثر الفلاسفة الذكور شهرة، ونهضت بمكانة المرأة في الأدب لتصبح على قدم المساواة مع الرجل. جعلها صيتها ونجاحها من أكثر المحظيات الشاعرات شهرةً خلال عصر النهضة. رفهت توليا عن العديد من رجال السلطة والشعراء بفضل فكرها وقدراتها الأدبية وعلاقاتها الاجتماعية.

## حياتها المبكرة
ولدت توليا في روما في وقت ما بين عامي 1501 و1505، لأمها جوليا كامبانا التي كانت محظيةً عُرفت باسم جوليا فيراريسي في ذلك الوقت، وأُشيد بها على أنها «أكثر الجميلات شهرةً في يومها». ساد الاعتقاد بأن والدها هو الكاردينال لويجي دي أرغوانا الذي كان نفسه الحفيد غير الشرعي لفرديناندو الأول من نابولي. يُزعم أن كامبانا تزوجت من كونستانزو بالميري دي أراغونا للتستر على الفضيحة، وعلى الرغم من عدم تأكيد ذلك، تتنبأ العديد من الأبحاث بأن هذا الزواج كان وسيلة لحفظ ماء وجه الأسرة، كما ضمن لفرديناندو الاستمرار في رؤية كامبانا. قدم الكاردينال لتوليا التعليم الكلاسيكي في العلوم الإنسانية، وأثبتت أنها الطفلة المعجزة، إذ لطالما أبهرت ضيوف والدتها. وُصمت حياة توليا بالعار لأن والدتها أنجبتها بشكا غير شرعي إذ لم تكن متزوجة من والد توليا حينها.

## سنواتها في روما
أصبحت توليا كاتبة ناجحة ومثقفة، دخلت العالم بصفتها محظية منذ أن بلغت عامها الثامن عشر، وشُوهدت في كثير من الأحيان برفقة الشعراء مثل سبيرون سبيروني. قضت توليا سبع سنوات في سيينا بعد وفاة الكاردينال قبل عودتها إلى روما في عام 1519. تشير الأدلة المتوفرة أنها كانت كثيرة التنقل وبقيت في بولونيا عام 1529، حيث شارك كل من البابا كليمنت السابع والإمبراطور الروماني المقدس تشارلز الخامس في المفاوضات التي جرت عقب احتلال روما في عام 1527.
أقامت توليا في عام 1531 علاقةً مع فيليبو ستروزي، وهو رجل أعمال مصرفي من فلورنسا اشتُهر بعلاقة قصيرة الأمد مع أجمل محظيات إيطاليا المعروفة باسم كاميلا بيسانا. أُغرم ستروزي بتوليا بشدة لدرجة أنه شاركها أسرار الدولة، فاستدعي بسبب ذلك إلى فلورنسا. كان من بين عشاقها الآخرين إميليو أورسيني، الذي خصص لتوليا مجموعة مؤلفة من ستة خيالة مسؤولين عن حمايتها.
وُلدت بينلوبي دي أراغونا في روما في عام 1535، ويتناقش الباحثون ما إذا كانت بينلوبي هي ابنة توليا التي كانت تبلغ من العمر حينها 25 عامًا، أم أختها بحسب ما ادعت العائلة.

## سنواتها اللاحقة

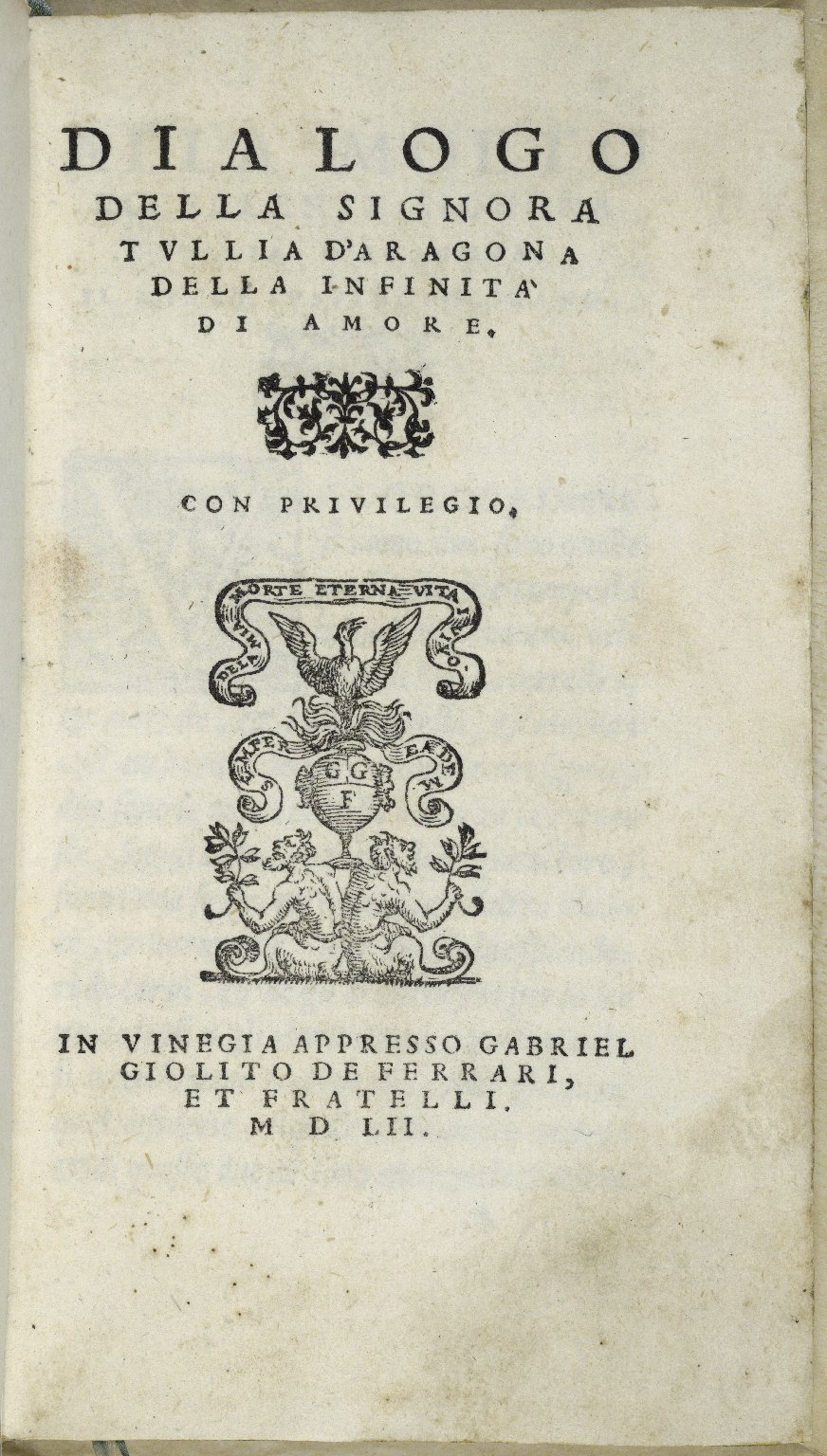
صفحة العنوان من طبعة عام 1552 من كتاب "حوارات توليا دأراجونا حول لانهائية الحب".

انتقلت توليا إلى البندقية في سن الثلاثين، حيث أقامت علاقة مع الشاعر برناردو تاسو.
تشير مراسلات باتيستا ستامبيلينو إلى إيزابيلا ديستي في عام 1537، إلى أن توليا قد عاشت في فيرارا التي كانت عاصمة للفنون والثقافة في تلك الفترة، واستفادت دي أراغونا من مهاراتها في الغناء وطلاقة لسانها لتوقع اثنين من عمالقة الأدب الإيطاليين في حبها، وهما جيرولامو موزيو وإركول بنتيفوليو. كتب موزيو لتوليا خمس قصائد رعوية أسماها «تاليا»، بينما ذهب بنتيفوليو إلى أبعد من ذلك، فحفر اسمها على كل أشجار نهر بو. غادرت تاليا بعد أربع سنوات مدينة فيرارا، وذُكر أن هنالك أكثر من رجل حاولوا الانتحار لأجلها.
سُجل في عام 1543 أن توليا تزوجت من سيلفسترو جيكاردي الذي جاء من مدينة فيرارا، ولم يُعرف عنه غير ذلك، إذ كان الدليل الوحيد على علاقة توليا به هو تعليق حاقد أدلى به أنولو فيرنزولا، يتهم فيه توليا بأنها تركت زوجها يموت جوعًا. شكل هذا الزواج بالنسبة لتوليا وسيلةً لإخراج نفسها من الحي المخصص لبائعات الهوى، وسمح لها بارتداء الملابس التي تُظهرها سيدةً نبيلة. ذكرت توليا في وصيتها ابنها سيليو الذي لم يُعرف ما إذا كان ابن جيكاردي أم لا.
عادت مرة أخرى إلى سيينا في وقت ما بين عامي 1545 و1546، لكنها هربت من الاضطرابات المدنية التي حصلت هناك إلى فلورنسا، حيث أصبحت مرافقةً في بلاط كوزيمو الأول ثم مرافقةً لدوق توسكانا الكبير.
ألفت حوارات حول لانهائية الحب أثناء وجودها في فلورنسا في عام 1547، وهي تأكيد أفلاطوني جديد على الاستقلال الجنسي والعاطفي للمرأة في إطار تبادل الحب الرومانسي. نُشر هذا الكتاب بداية الأمر في مدينة البندقية في عام 1547 باللغة الإيطالية، وتُرجم في السنوات الأخيرة إلى اللغة الإنجليزية لأول مرة من قبل رينالينا راسل وبروس ميري في عام 1997.
يعد هذا الكتاب الفلسفي الأول من نوعه لأنه يلقي الضوء على الأنثى باعتبارها المعلمة وصاحبة المعرفة الرئيسية في أخلاقيات الحب بدلًا من الذكر. اعتُبرت جميع أشكال التجارب الجنسية في الفترة الزمنية التي عاشت فيها توليا، منافية للدين، لكنها جادلت من خلال عملها بأنه لا يمكن السيطرة على الدوافع الجنسية ولا يمكن إلقاء اللوم على تلك الدوافع، إذ أنها تترافق مع الاحتياجات الروحية التي تصنع الشكل الأخلاقي للحب.
تتمثل الطريقة الوحيدة لجعل الحب محترمًا، بحسب ما جاء في هذا الكتاب، هي أن يتقبل كل من الذكور والإناث رغباتهم الجنسية والروحية (لجسدهم وروحهم). ولا يُثبت هذا المفهوم أهمية الرغبات الجنسية داخل مجتمع يختار قمع مثل هذه الأشياء فحسب، بل يؤكد أيضاً على دور المرأة وقوتها في مجتمع ينظر إلى النساء على أنهم أقل من الرجال. دفعت توليا بالنساء إلى مرتبة متساوية مع الرجال فيما يتعلق بطبيعتهم الجنسية وفكرهم.
شهد القرن السابق إحياء كبيرًا للمنح الدراسية الأفلاطونية الجديدة برعاية محكمة ميديشي، وخصوصًا من قبل مارسيليو فيسينو، الذي كتب أيضًا عن طبيعة الرغبة الجنسية والحب من هذا المنظور. كتبت توليا في هذا الوقت سلسلة من السوناتات التي أشادت بسمات النبلاء البارزين في فلورنسا أو احتفلت بالشخصيات الأدبية المعاصرة. كانت آخر أعمالها المعروفة هي القصيدة الملحمية التي تتعلق بتجارب الشاب الأسير جيارينو، الذي استُعبد وتنقل في جميع أنحاء أوروبا وأفريقيا وآسيا، وأيضاً في المطهر والجحيم بحثاً عن والديه.
واصلت توليا كتابة السوناتات بعد بلوغها سن الأربعين، وخاصةً للمؤرخ والشاعر بينديتو فارشي الذي كان بمثابة ملهم لها. حولت منزلها إلى أكاديمية فلسفية للخبراء برعاية بينديتو مستفيدةً من ثقافتها وفكرها، إلى جانب استمرار كتاباتها بالازدهار.
عادت توليا إلى روما من فلورنسا، ولم يُعرف الكثير عن حياتها في تلك الفترة. توفيت في مارس أو أبريل من عام 1556 في روما. كانت هناك طبعات من عملها باللغة الإيطالية في عام 1552 و1694 و1864 و1912 و1974 و1975 و1980. نُوقشت أعمالها في سلسلة «الصوت الآخر في أوروبا الحديثة» التي أصدرتها جامعة شيكاغو، والتي تتناول نصوصًا من عصر النهضة، وكذلك ذكوراً يدعون لتحرير المرأة من تلك الحقبة.

## أعمالها
- قافية السيدة توليا دي أراغونا والعديد منها (1547)، تُرجمت إلى حوارات عن الحب اللانهائي (شيكاغو: جامعة شيكاغو، 1997).
- حوار لانهائية الحب
- إيل ميسكينو، أو إيل غويرينو.

## روابط خارجية
- توليا دي أراغونا على موقع ديسكوغز (الإنجليزية)